# Heterophrynus origamii
Espèce
Heterophrynus origamii est une espèce d'amblypyges de la famille des Phrynidae.

## Distribution
Cette espèce se rencontre au Brésil au Rondônia et au Pará et en Colombie dans le département de Caquetá.

## Description
La femelle holotype mesure 18,5 mm.

## Publication originale
- Chirivi-Joya, Moreno-González & Fagua, 2020 : Two new species of the whip-spider genus Heterophrynus (Arachnida: Amblypygi) with complementary information of four species. Zootaxa, no 4803(1), p. 1-41.